# Vall (anläggning)

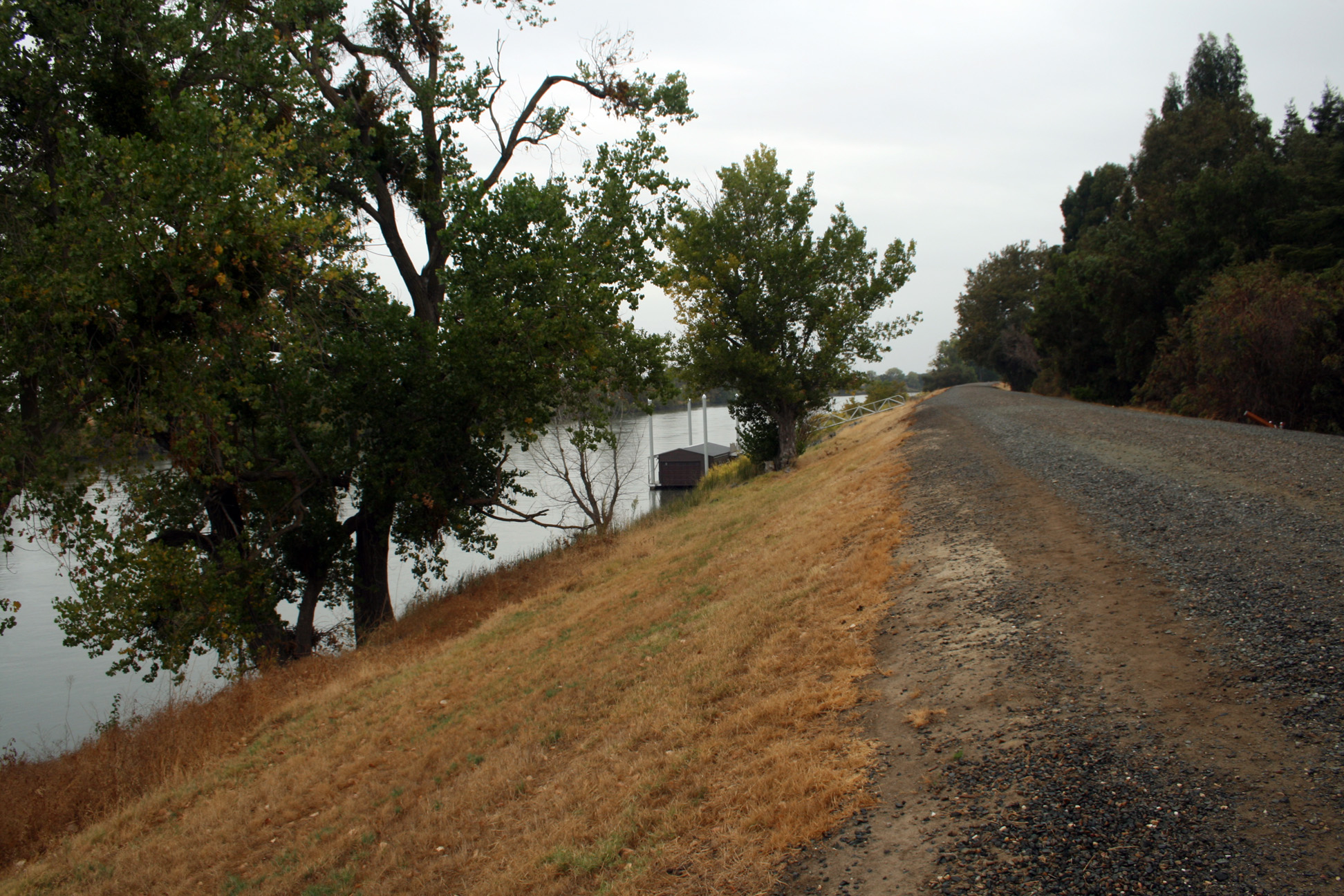
Skyddsvall i Sacramento i Kalifornien

Genomskärning av skyddsvall

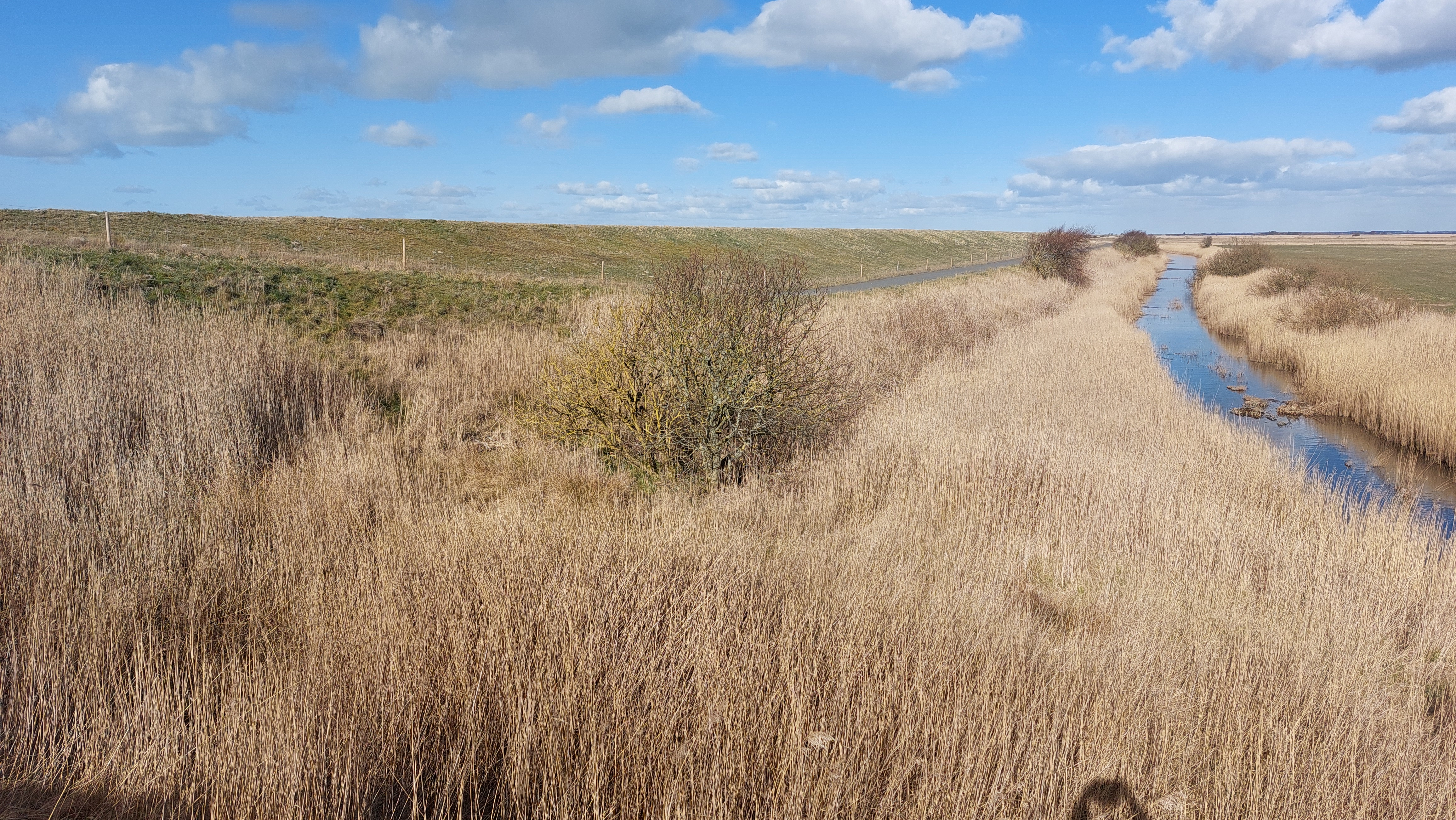
Ribediget vid Vadehavet i Danmark

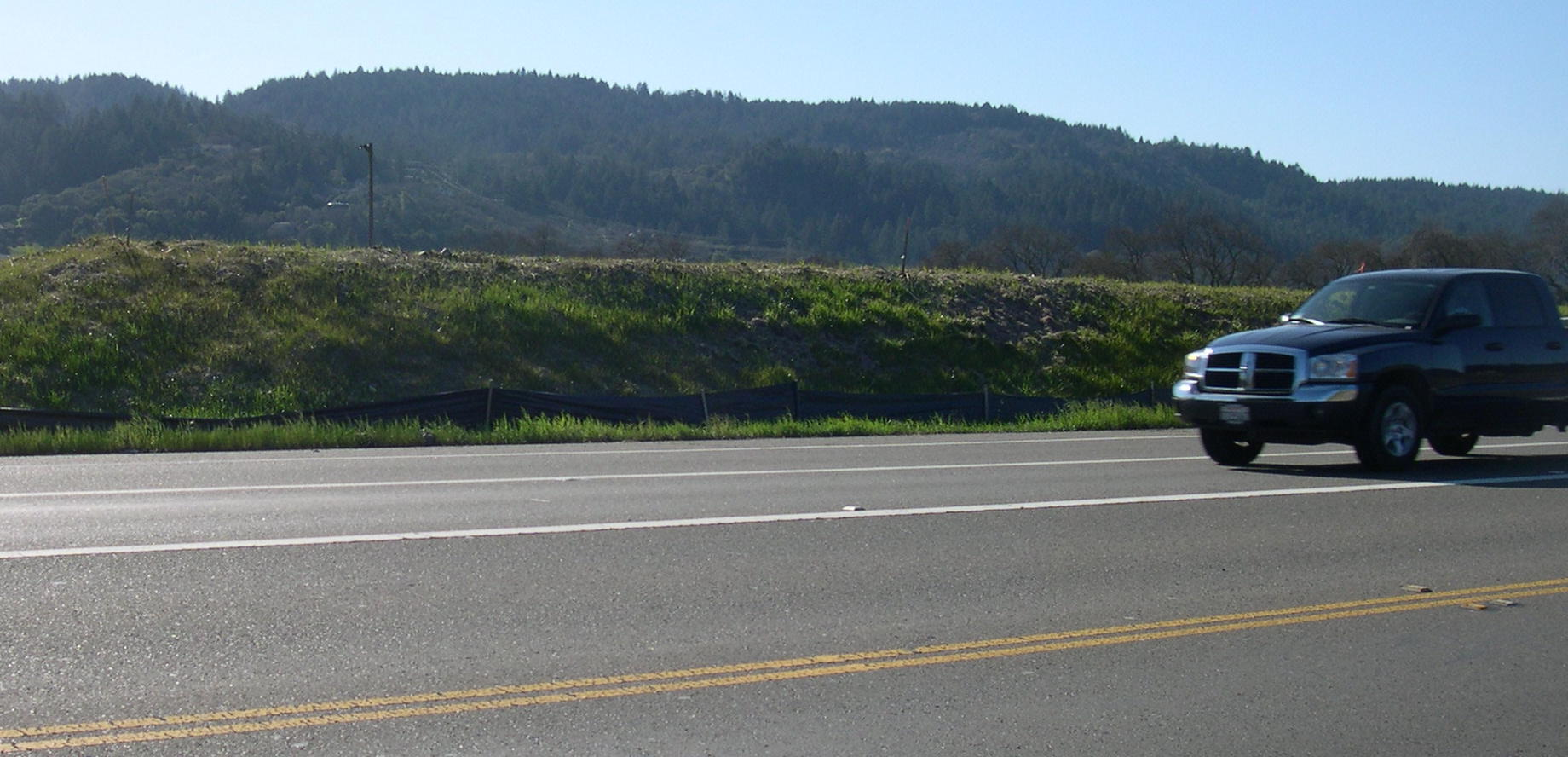
Bullervall vid huvudled i USA

En vall är en långsträckt upphöjning längs med marken. Den har sluttande sidor och består ofta av jord eller grus. En vall anläggs av människor, ofta som skydd eller försvar. Ordet kommer från latinets vallum.

## Varianter
Exempel på olika vallar är:
- Fästningsvall – skyddsvall (av jord eller dylikt) på utsidan av en befästning
- Sandvall – långsträckt sanddyn, ofta nyttjad som skydd (på svenska sedan 1745[2])
- Strandvall – vall av grus/sten bildade naturligt längs med strand (på svenska sedan 1833) eller skyddsvall i befästning/fördämning (sedan 1711)[3]
- Snövall – vall av snö (exempelvis som resultat av snöskottning eller -plogning; på svenska sedan 1840[4])
- Banvall – underlag för järnvägsspår, uppbyggd av makadam (på svenska sedan 1872[5])
- Bullervall – skyddsmur/-vall (utestänger ljud) vid större väg

En annan variant är hägnadsvallar (till exempel gropavallar och tångvallar).
I överförd betydelse har vall-begreppet använts i andra sorts barriärliknande företeelser. Man talar bland annat om tandvall, ljudvall (som bryts igenom med en ljudbang) eller sexvallen (som kan brytas igenom av moraliska gränsöverskridare), och man kan bryta igenom en känslomässig vall.

## Etymologi och historik
Ordet vall har funnits i svenska språkget sedan äldre fornsvensk tid. Ordet hade samma stavning i fornsvenska, och där hade det lånats in från latinets vallum ('förskansning'; 'mur', 'vägg') via lågtyskans wal. I betydelsen 'mur' eller 'vägg' har det lånats in i engelska språket, där vägg-betydelsen finns belagd sedan mitten av 1200-talet.
Tidiga vallar var de skyddsvallar mot fientliga folk som byggdes av romare i Britannien (Hadrianusvallen och Limes) samt av kineser (Kinesiska muren). De var i regel jordvallar; endast senare versioner av Kinesiska muren konstruerades som lodräta murar av tegel.

### Relaterade ord
Relaterade svenska ord med samma etymologi är grundval (nödvändigt underlag)  och intervall. Det senare ordet syftade ursprungligen på avståndet mellan två rader av pålar i en befästning.